# Loi sur l'égalité réelle outre-mer
Ne doit pas être confondu avec Loi pour l'égalité réelle entre les femmes et les hommes.
Lire en ligne

Loi n° 2017-256 sur Légifrance

La Loi no 2017-256 du 28 février 2017 de programmation relative à l'égalité réelle outre-mer et portant autres dispositions en matière sociale et économique ou loi sur l'égalité réelle outre-mer est une loi française portant sur l'égalité entre les Outre-mers et la métropole, portée par les gouvernements Valls et Cazeneuve.

## Historique
Le 9 mai 2015 le Premier ministre Manuel Valls charge Victorin Lurel, député de la Guadeloupe, d'une mission parlementaire en vue de préparer un projet de loi sur l'égalité réelle pour les départements et territoires d'outre-mer, et ceci à la suite de l'engagement pris en novembre 2014 par le  président François Hollande. Le rapport a été remis avant la fin octobre[réf. nécessaire]. 
Le projet est ensuite repris par la secrétaire d'État à l'Égalité réelle, Ericka Bareigts. Le Conseil économique, social et environnemental donne son avis sur le projet en juillet 2016. Le projet de loi est présenté le 3 août 2016 en conseil des ministres. 
Il est ensuite adopté en première lecture à l'assemblée nationale le 11 octobre suivant, avec une large majorité. Le texte est ensuite approuvé par le Sénat, le 19 janvier 2017, puis par la commission mixte paritaire le 7 février (après une seule lecture en raison de l'adoption de la procédure accélérée) ; ce texte est validé par l'assemblée deux jours plus tard. Il est définitivement adopté par le parlement le 14 février 2017. Le Monde note alors : « L’événement est suffisamment rare pour être souligné. Mardi 14 février, le Sénat a définitivement adopté, à l’unanimité, comme cela avait déjà été le cas à l’Assemblée nationale cinq jours plus tôt, le projet de loi pour l’égalité réelle des outre-mer. Pour une des toutes dernières lois du quinquennat – le Parlement suspendra ses travaux le 23 février –, le gouvernement obtient un succès après lequel il aura vainement couru pendant toute la législature ».

## Description
Le contenu de la loi, passée de 15 articles à 141 à l’arrivée et qui avait suscité un certain scepticisme au départ, s’est considérablement enrichi au fil des débats parlementaires. Pour Ericka Bareigts, alors ministre des Outre-mer, cette loi « trace un chemin pour l’avenir et traduit un véritable changement de vision des outre-mer ».
La loi reconnaît par ailleurs les centres d'intérêt matériels et moraux dans les processus de mutations des fonctionnaires ainsi que des dispositifs de mobilité retour organisés par Ladom. Le Monde note : « L’objectif est d’adapter les politiques publiques aux réalités de chaque territoire en définissant, en partenariat avec l’État, des plans de convergence et des stratégies de développement. Mais ce qui pouvait apparaître initialement comme une déclaration de bonnes intentions est désormais accompagné de mesures structurantes en matière d’ancrage dans leur bassin océanique, de soutien au tissu économique, de lutte contre le mal-logement ou de mobilité pour les ultramarins. Le texte s’est en outre doté d’un volet particulier en faveur de Mayotte, où les besoins de rattrapage des inégalités sont particulièrement exacerbés. »
Enfin, à la suite de l'implication des parlementaires de Polynésie française, la loi réforme le dispositif d'indemnisation des victimes des essais nucléaires afin d'en faire bénéficier le maximum de personnes ayant pu connaître des atteintes à leur santé. Le Monde évoque alors une « avancée historique pour l’indemnisation des victimes d’essais nucléaires en Polynésie française ».
La loi est promulguée au journal officiel le 1er mars 2017.